# Malterdingen
Malterdingen là một thị xã thuộc huyện Emmendingen, bang Baden-Württemberg, Đức. Đô thị này có diện tích 11,13 km², dân số thời điểm 31 tháng 12 năm 2020 là 3219 người.

## Thư viện ảnh

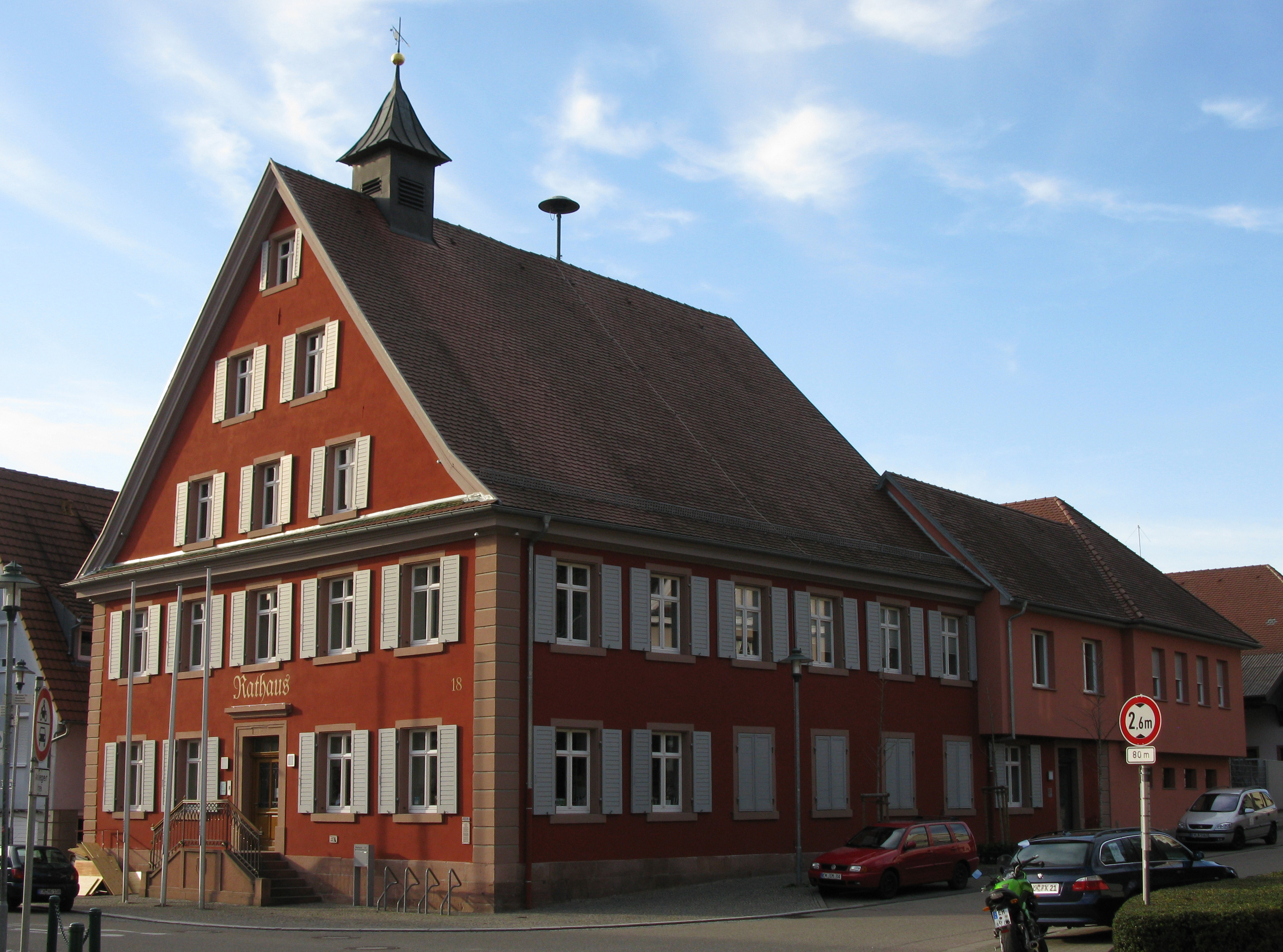
Tòa thị chính
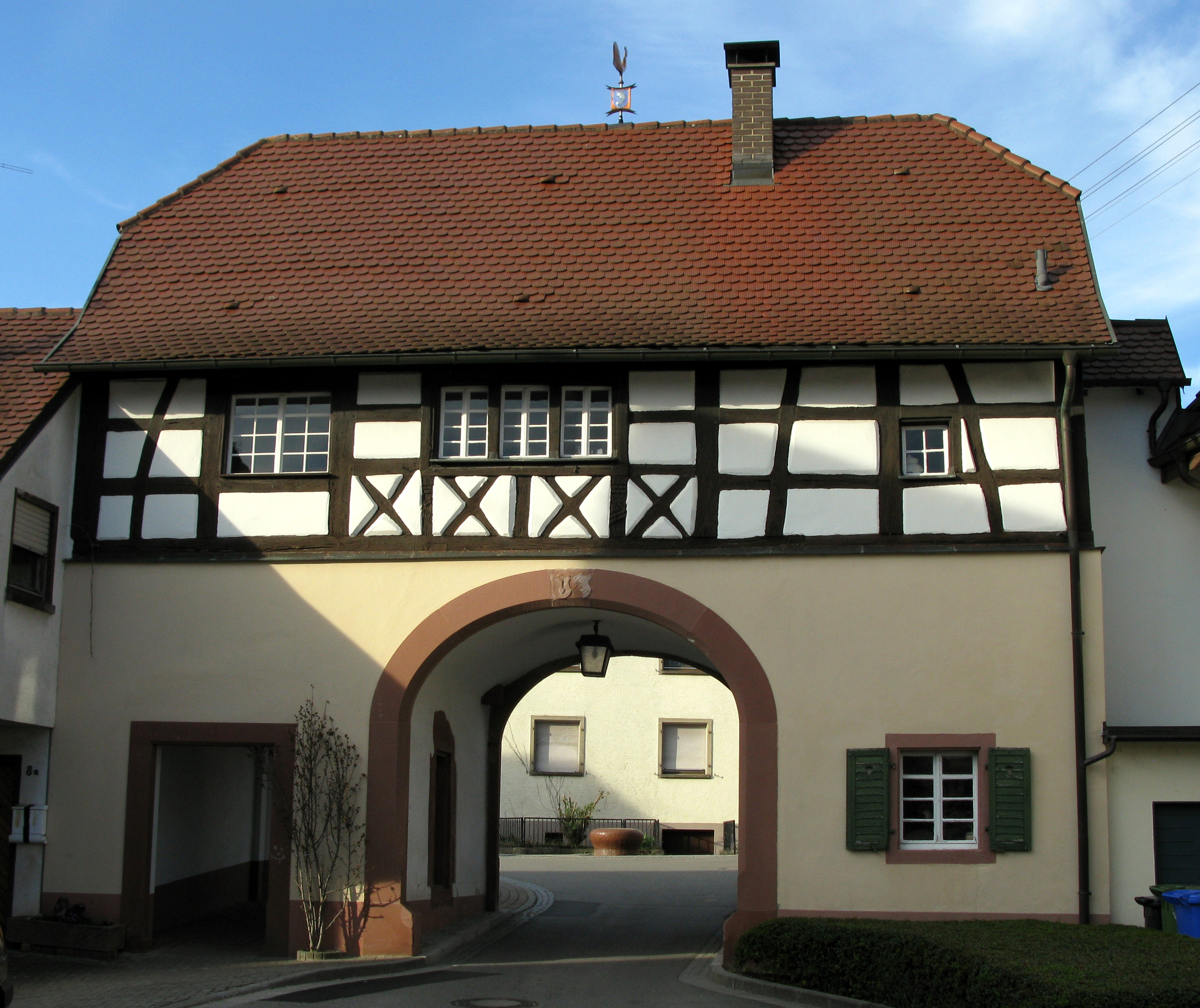
Cổng nhà
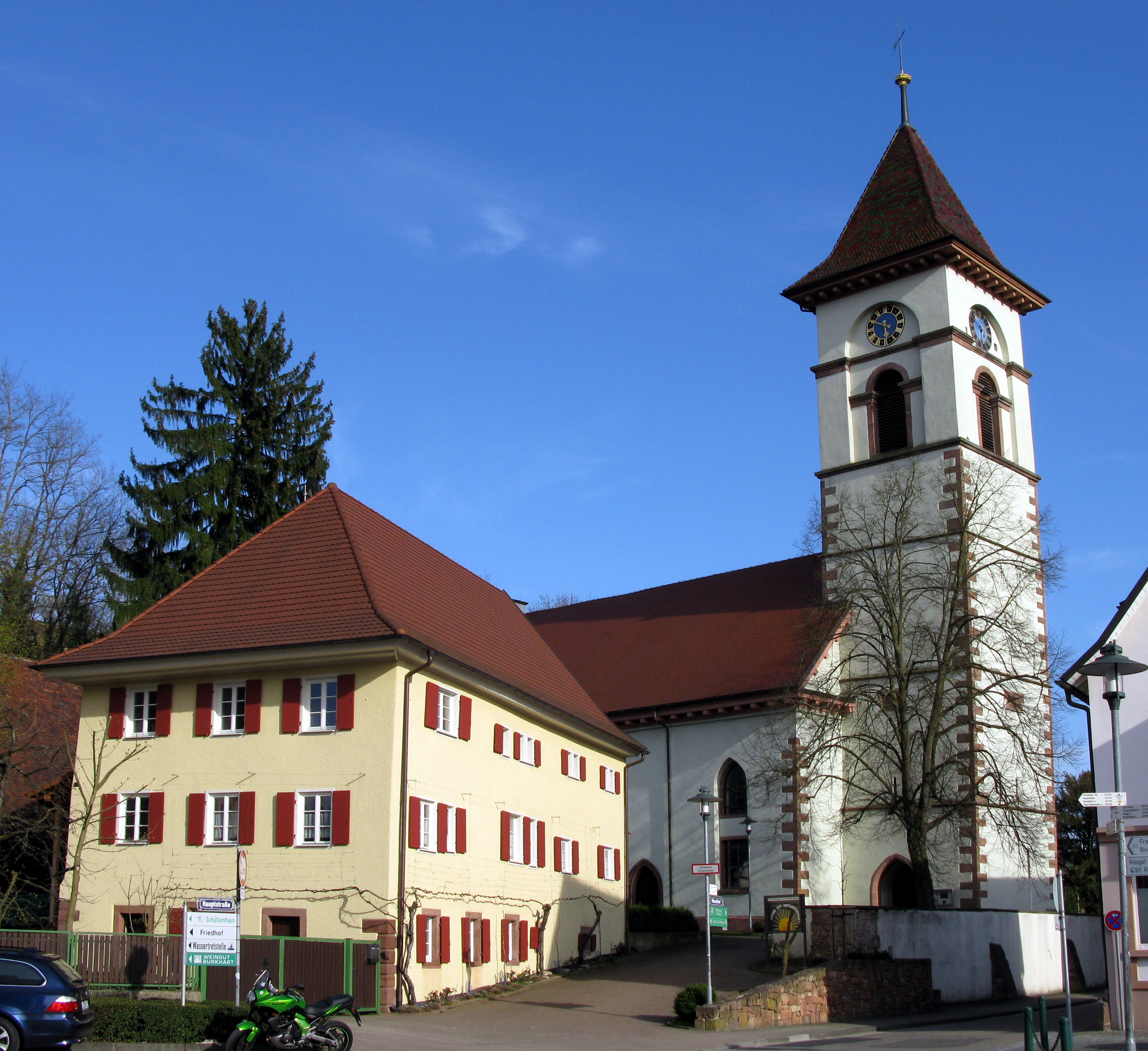